# Pianeta immaginario

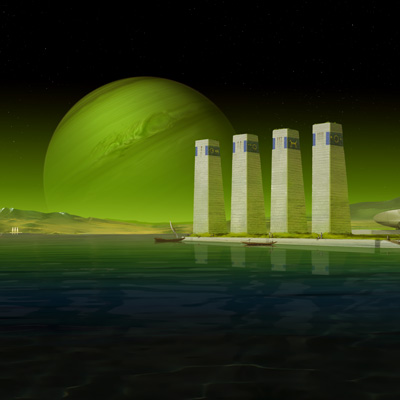
Gateport (2010) di Frank Lewecke mostra un immaginario paesaggio di un altro pianeta

Un pianeta immaginario è un pianeta, completamente inventato o ridescritto immaginariamente a partire da quelli realmente esistenti, che si trova in opere letterarie, cinematografiche e d'animazione. Non costituisce quindi un pianeta ipotetico, perché i lettori non credono nella sua reale esistenza.
L'esplorazione di altri mondi è uno dei temi più antichi e ricorrenti nella fantascienza. I pianeti immaginari possono essere utilizzati come ambientazione oppure descritti nelle opere di narrativa.

## Storia
Prima che Galileo volgesse il telescopio verso il cielo, i pianeti del sistema solare non erano riconosciuti come mondi o luoghi in cui si potesse mettere piede: erano visibili agli osservatori semplicemente come punti luminosi, distinguibili dalle stelle solo per il loro moto.
Nel sistema di Tolomeo (100-150 circa), l'astronomo alessandrino le cui opere furono alla base di tutta l'astronomia europea durante Medioevo e Rinascimento, i pianeti erano luci fissate in una serie di sfere trasparenti che girano intorno alla Terra, che era l'unico e solo centro dell'universo. Dante Alighieri (1265-1321), nel suo Paradiso, descrive l'ascesa del suo narratore attraverso le sfere celesti della Luna, i pianeti da Mercurio a Saturno e di lì alla sfera delle stelle fisse e al cielo degli angeli. Dante presuppone che la luce dei pianeti sia una combinazione di luce impartita dalla volontà divina e dello splendore dei beati che abitano le sfere. Questi pianeti sono, tuttavia, del tutto eterei: possiedono luce ma nessuna forma fisica o geografia.
Ludovico Ariosto nel suo epico Orlando furioso (1513), ironicamente manda il suo eroe in una Luna dove si può ritrovare tutto ciò che è andato perso sulla Terra, ma il concetto che i pianeti fossero veri corpi fisici non venne preso sul serio fino a quando Galileo scoprì (nel 1609-1610) che la Luna aveva rilievi nella sua superficie, e che gli altri pianeti avrebbero potuto quantomeno essere risolti in dischi. Nel 1543 Niccolò Copernico aveva già postulato che i pianeti orbitano intorno al Sole, come la Terra. La combinazione di questi due concetti portò al pensiero che i pianeti avrebbero potuto essere "mondi" simili alla Terra. Esprimere in pubblico tali concetti poteva tuttavia essere pericoloso: Giordano Bruno, messo al rogo nel 1600 come eretico, aveva immaginato un numero infinito di altri mondi in De l'infinito universo e mondi (1584).. In Occidente, non si riconosceva ancora l'esistenza di tali mondi, nonché di quelli abitati, cosa, invece, presente nell'Induismo e, accennata in parte, anche nella Bibbia.

## Nell'epoca della fantascienza
Durante i primi decenni della fantascienza, Marte rappresentò il pianeta più frequentemente utilizzato e romanzato del nostro sistema solare; le sue condizioni in superficie erano ritenute le più favorevoli alla vita: l'idea di Percival Lowell riguardo ai canali di Marte era tenuta in seria considerazione.
Marte oggi è invece ritratto soprattutto come oggetto di terraformazione.
Durante la prima metà del Novecento, Venere costituiva a sua volta un soggetto popolare. Il pianeta Venere è assai simile alla Terra in quanto a dimensioni e gravità alla superficie, e la superficie è occultata da una spessa coltre di nubi. Venere era generalmente descritto come un mondo temperato, umido, coperto di paludi e di giungla dove la vita era abbondante, spesso con allegorie sottilmente velate del colonialismo europeo in Africa. Il pianeta è nella realtà un mondo inospitale: le nuvole sono di acido solforico, l'atmosfera, molto più spessa di quella terrestre, è composta prevalentemente di biossido di carbonio (la pressione atmosferica è 92 volte quella della Terra) e la temperatura alla superficie potrebbe fondere il piombo.
Gli scrittori nelle loro opere hanno creato migliaia di pianeti immaginari. La maggior parte di questi sono quasi indistinguibili dalla Terra, e questo è il motivo per cui Brian M. Stableford li chiama "cloni della Terra". Si tratta in molti casi di un espediente che permette maggiore libertà nell'ambientare delle vicende avventurose, slegandole dallo spazio e dal tempo a noi noti. In questi mondi, le differenze rispetto alla Terra sono prevalentemente di tipo sociale, come ad esempio Barrayar nella fantascienza di Lois McMaster Bujold; altri tipici esempi sono i pianeti prigione, le culture primitive, estremismi politici e religiosi e società pseudo-medievali (vedi anche: Utopia, Distopia, Fantapolitica).
Pianeti più insoliti dal punto di vista fisico si possono invece trovare nelle opere di fantascienza hard o classica; tipici esempi sono quelli che presentano su gran parte della loro superficie un unico ambiente climatico, ad esempio i pianeti desertici, i mondi acquatici, artici o interamente ricoperti da foreste.
Alcuni scrittori, scienziati e artisti hanno poi speculato riguardo a mondi artificiali o pianeti-equivalenti; come il Mondo Anello de I burattinai (Ringworld) di Larry Niven, le sfere di Dyson di Freeman Dyson o Globus Cassus di Christian Waldvogel.
Alcuni mondi fantasy sono a loro volta descritti come pianeti alieni.